# 代爾夫特殖民地 (加利福尼亞州)
代爾夫特殖民地（英語：Delft Colony）是位於美國加利福尼亞州圖萊里縣的一個人口普查指定地區。

## 地理
代爾夫特殖民地的座標為36°30′43″N 119°26′47″W / 36.51194°N 119.44639°W，而該地最高點為海拔高度95米（即312英尺）。

## 人口
根據2010年美國人口普查的數據，代爾夫特殖民地的面積為0.170平方千米，當中陸地面積為0.170平方千米，而水域面積為0.000平方千米。當地共有人口454人，而人口密度為每平方千米2,670人。